# Wetterau
El Wetterau (en francès Wettéravie o Vettéravie de la que deriva el català Vetteràvia o Veteràvia) fou una regió alemanya medieval a la Francia Occidental (Francònia occidental) esmentada per primera vegada l'any 779 al Còdex de Lorsch, quan una dama de la noblesa de Meginburc Arilbach (ara Frankfurt-Nieder-Erlenbach) va llegar les seves propietats al proper monestir de Lorsch, al districte de Arilbach a Wetteraiba (Wetterau). El Wettergau va ser un dels districtes, que van ser administrats en el regne dels francs en nom del rei per comtes. A la regió hi ha les importants ciutats de Frankfurt am Main, Wetzlar, Gelnhausen i Friedberg.
Històricament abraçava el Lahngau inferior, els dos Rheingau, el Maingau, Usingen, Wiesbaden, el comtat de Koenigstein, els dos comtats de Katzenelnbogen, el comtat d'Eppstein, el comtat d'Hanau, l'arquebisbat de Magúncia, Franckfurt del Main, Wetzlar, Hellenhaufen i Friedberg.
Amb la fi dels Hohenstaufen i amb l'extinció de la família dels Münzenberger el 1255, les diferents forces polítiques del Wetterau es van disputar el poder, sobretot les grans famílies dels comtes d'Hanau, d'Eppstein, de Falkenstein i d'Isenburg-Büdingen. Les elits burgeses van guanyar una major autonomia i en el segle xiii i XIV van sorgir les fires regionals i nacionals. A causa de la manca d'un poder hegemònic al Wetterau es va produir una accentuada regionalització. El 1422 la política de pau va portar a les primera agrupacions de cavallers de les ciutats, senyors i comtes del Wetterau. Aquestes unificacions va donar una identitat regional, que al seu torn va remarcar les diferències urbanes. Quatre elements caracteritzen la transició de l'època medieval a la modernitat al Wetterau: 
- L'existència de quatre ciutats imperials lliures (de les quals només Frankfurt era rellevant)
- Una xarxa de nobles i cavallers, concentrats al castell imperial de Friedberg;
- Vint llinatges comtals
- Un nombre de dominis comuns de les ciutats (Friedberg, Kronberg, Falkenstein, Gelnhausen, Lindheim, Dorheim, Staden, Florstadt)

A la Dieta Imperial la bancada de Veteràvia era un dels quatre col·legis en què estaven repartits els comtes de l'Imperi.
La prosperitat del país fou afectada per la Guerra dels Trenta Anys, quan fou devastat per un i altra bàndol; les pèrdues de població de les ciutats de la zona foren espectaculars. Al final de l'Imperi la major part del país va quedar en mans del Gran Ducat de Hesse-Darmstadt.